# Liste der denkmalgeschützten Objekte in Spišské Vlachy
Die Liste der denkmalgeschützten Objekte in Spišské Vlachy enthält die 64 nach slowakischen Denkmalschutzvorschriften geschützten Objekte in der Gemeinde Spišské Vlachy im Okres Spišská Nová Ves.

## Denkmäler
| Foto |                 | Denkmal / č. ÚZPF                                    | Standort / Konskr. Nr.                                        | Offizielle Beschreibung               | Beschreibung                                       | Metadaten                                                                  |
| ---- | --------------- | ---------------------------------------------------- | ------------------------------------------------------------- | ------------------------------------- | -------------------------------------------------- | -------------------------------------------------------------------------- |
| BW   | Datei hochladen | Denkmal(sk) ObjektID: 810-1630/0                     | Standort KG: Spišské Vlachy Konskr.Nr.:                       | padlí v I.+II.sv.v.; pomník padlým    | für die Gefallenen der WK I+II                     | č. NKP: 810-1630/0 Stand des NKP: 2012-02-08 Name: POMNÍK                  |
| ja   | Datei hochladen | Pfarrhof(sk) ObjektID: 810-809/0                     | Jarná ul. 1 Standort KG: Spišské Vlachy Konskr.Nr.: 1         | r.k.; katolícka fara                  | römisch-katholischer Pfarrhof                      | č. NKP: 810-809/0 Stand des NKP: 2012-02-08 Name: FARA                     |
| ja   | Datei hochladen | Kirche(sk) ObjektID: 810-811/0                       | Jarná ul. 1 Standort KG: Spišské Vlachy Konskr.Nr.: 869       | r.k.sv.Jána Krstiteľa                 | römisch-katholische Kirche St. Johannes der Täufer | č. NKP: 810-811/0 Stand des NKP: 2012-02-08 Name: KOSTOL                   |
| ja   | Datei hochladen | Denkmal mit Büste(sk) ObjektID: 810-1631/0           | Kostolná ul. 0 Standort KG: Spišské Vlachy Konskr.Nr.:        | Hviezdoslav P.O.; 1849-1921,básnik    | Denkmal für Pavol Országh Hviezdoslav, Dichter     | č. NKP: 810-1631/0 Stand des NKP: 2012-02-08 Name: POMNÍK S BUSTOU         |
| ja   | Datei hochladen | Bürgerhaus(sk) ObjektID: 810-10908/1                 | Kostolná ul. 11 Standort KG: Spišské Vlachy Konskr.Nr.: 506   | prejazdový,radový                     | Reihenhaus                                         | č. NKP: 810-10908/1 Stand des NKP: 2012-02-08 Name: DOM MEŠTIANSKY         |
|      | Datei hochladen | SYPANEC ObjektID: 810-10908/2                        | Kostolná ul. 11 KG: Spišské Vlachy Konskr.Nr.: 506            | kamenná                               |                                                    | č. NKP: 810-10908/2 Stand des NKP: 2012-02-08 Name: SYPANEC                |
| ja   | Datei hochladen | Bürgerhaus(sk) ObjektID: 810-10909/0                 | Kostolná ul. 12 Standort KG: Spišské Vlachy Konskr.Nr.: 507   | prejazdový,radový                     | Reihenhaus                                         | č. NKP: 810-10909/0 Stand des NKP: 2012-02-08 Name: DOM MEŠTIANSKY         |
| ja   | Datei hochladen | Bürgerhaus(sk) ObjektID: 810-10910/0                 | Kostolná ul. 16 Standort KG: Spišské Vlachy Konskr.Nr.: 511   | prejazdový,radový                     | Reihenhaus                                         | č. NKP: 810-10910/0 Stand des NKP: 2012-02-08 Name: DOM MEŠTIANSKY         |
| ja   | Datei hochladen | Bürgerhaus(sk) ObjektID: 810-808/0                   | Kostolná ul. 20 Standort KG: Spišské Vlachy Konskr.Nr.: 515   | prejazdový,radový                     | Reihenhaus                                         | č. NKP: 810-808/0 Stand des NKP: 2012-02-08 Name: DOM MEŠTIANSKY           |
| ja   | Datei hochladen | Bürgerhaus(sk) ObjektID: 810-10911/0                 | Kostolná ul. 26 Standort KG: Spišské Vlachy Konskr.Nr.: 521   | prejazdový,radový                     | Reihenhaus                                         | č. NKP: 810-10911/0 Stand des NKP: 2012-02-08 Name: DOM MEŠTIANSKY         |
| ja   | Datei hochladen | Bürgerhaus(sk) ObjektID: 810-10912/0                 | Kostolná ul. 27 Standort KG: Spišské Vlachy Konskr.Nr.: 522   | prejazdový,radový                     | Reihenhaus                                         | č. NKP: 810-10912/0 Stand des NKP: 2012-02-08 Name: DOM MEŠTIANSKY         |
| ja   | Datei hochladen | Bürgerhaus(sk) ObjektID: 810-10913/0                 | Kostolná ul. 28 Standort KG: Spišské Vlachy Konskr.Nr.: 523   | prejazdový,radový                     | Reihenhaus                                         | č. NKP: 810-10913/0 Stand des NKP: 2012-02-08 Name: DOM MEŠTIANSKY         |
| ja   | Datei hochladen | Bürgerhaus(sk) ObjektID: 810-10914/0                 | Kostolná ul. 29 Standort KG: Spišské Vlachy Konskr.Nr.: 524   | prejazdový,radový                     | Reihenhaus                                         | č. NKP: 810-10914/0 Stand des NKP: 2012-02-08 Name: DOM MEŠTIANSKY         |
| ja   | Datei hochladen | DOM MEŠTIANSKY PAMÄTNÝ ObjektID: 810-10915/1         | Kostolná ul. 30 Standort KG: Spišské Vlachy Konskr.Nr.: 525   | prejazdový,radový; ev.a.v.fara        | Reihenhaus, evangelisches Pfarrhaus                | č. NKP: 810-10915/1 Stand des NKP: 2012-02-08 Name: DOM MEŠTIANSKY PAMÄTNÝ |
|      | Datei hochladen | Wirtschaftsgebäude(sk) ObjektID: 810-10915/2         | Kostolná ul. 30 KG: Spišské Vlachy Konskr.Nr.: 525            | kameň,tehla                           |                                                    | č. NKP: 810-10915/2 Stand des NKP: 2012-02-08 Name: STAVBA HOSPODÁRSKA     |
| ja   | Datei hochladen | Gedenktafel(sk) ObjektID: 810-10915/3                | Kostolná ul. 30 Standort KG: Spišské Vlachy Konskr.Nr.: 525   | Kalchbrenner Karol; 1807-1886,mykológ |                                                    | č. NKP: 810-10915/3 Stand des NKP: 2012-02-08 Name: TABUĽA PAMÄTNÁ         |
| ja   | Datei hochladen | Bürgerhaus(sk) ObjektID: 810-10916/0                 | Kostolná ul. 31 Standort KG: Spišské Vlachy Konskr.Nr.: 526   | prejazdový,radový                     | Reihenhaus                                         | č. NKP: 810-10916/0 Stand des NKP: 2012-02-08 Name: DOM MEŠTIANSKY         |
| ja   | Datei hochladen | Bürgerhaus(sk) ObjektID: 810-10917/0                 | Kostolná ul. 32 Standort KG: Spišské Vlachy Konskr.Nr.: 527   | prejazdový,radový                     | Reihenhaus                                         | č. NKP: 810-10917/0 Stand des NKP: 2012-02-08 Name: DOM MEŠTIANSKY         |
| ja   | Datei hochladen | Bürgerhaus(sk) ObjektID: 810-10666/0                 | Kostolná ul. 33 Standort KG: Spišské Vlachy Konskr.Nr.: 528   | prejazdový,radový                     | Reihenhaus                                         | č. NKP: 810-10666/0 Stand des NKP: 2012-02-08 Name: DOM MEŠTIANSKY         |
| ja   | Datei hochladen | Bürgerhaus(sk) ObjektID: 810-10918/0                 | Kostolná ul. 34 Standort KG: Spišské Vlachy Konskr.Nr.: 529   | prejazdový,radový                     | Reihenhaus                                         | č. NKP: 810-10918/0 Stand des NKP: 2012-02-08 Name: DOM MEŠTIANSKY         |
| ja   | Datei hochladen | Bürgerhaus(sk) ObjektID: 810-10919/0                 | Kostolná ul. 36 Standort KG: Spišské Vlachy Konskr.Nr.: 531   | prejazdový,radový                     | Reihenhaus                                         | č. NKP: 810-10919/0 Stand des NKP: 2012-02-08 Name: DOM MEŠTIANSKY         |
| ja   | Datei hochladen | Bürgerhaus(sk) ObjektID: 810-10677/0                 | Kostolná ul. 37 Standort KG: Spišské Vlachy Konskr.Nr.: 532   | prejazdový,radový                     | Reihenhaus                                         | č. NKP: 810-10677/0 Stand des NKP: 2012-02-08 Name: DOM MEŠTIANSKY         |
| ja   | Datei hochladen | Bürgerhaus(sk) ObjektID: 810-807/0                   | Kostolná ul. 38 KG: Spišské Vlachy Konskr.Nr.: 533            | prejazdový,radový                     | Reihenhaus                                         | č. NKP: 810-807/0 Stand des NKP: 2012-02-08 Name: DOM MEŠTIANSKY           |
| ja   | Datei hochladen | Bürgerhaus(sk) ObjektID: 810-10920/1                 | Kostolná ul. 39 Standort KG: Spišské Vlachy Konskr.Nr.: 534   | prejazdový,nárožný                    |                                                    | č. NKP: 810-10920/1 Stand des NKP: 2012-02-08 Name: DOM MEŠTIANSKY         |
|      | Datei hochladen | Wirtschaftsgebäude(sk) ObjektID: 810-10920/2         | Kostolná ul. 39 KG: Spišské Vlachy Konskr.Nr.: 534            | tehla,kameň                           |                                                    | č. NKP: 810-10920/2 Stand des NKP: 2012-02-08 Name: STAVBA HOSPODÁRSKA     |
| ja   | Datei hochladen | LIEHOVAR ObjektID: 810-4460/1                        | Mlynská ul. 11 Standort KG: Spišské Vlachy Konskr.Nr.: 45     | solitér; liehovar                     |                                                    | č. NKP: 810-4460/1 Stand des NKP: 2012-02-08 Name: LIEHOVAR                |
| ja   | Datei hochladen | SÝPKA ObjektID: 810-4460/2                           | Mlynská ul. 11 KG: Spišské Vlachy Konskr.Nr.:                 | tehla                                 |                                                    | č. NKP: 810-4460/2 Stand des NKP: 2012-02-08 Name: SÝPKA                   |
| ja   | Datei hochladen | Bürgerhaus(sk) ObjektID: 810-801/0                   | Požiarnická ul. 40 Standort KG: Spišské Vlachy Konskr.Nr.: 2  | prejazdový,radový                     | Reihenhaus                                         | č. NKP: 810-801/0 Stand des NKP: 2012-02-08 Name: DOM MEŠTIANSKY           |
| ja   | Datei hochladen | Bürgerhaus(sk) ObjektID: 810-803/0                   | Požiarnická ul. 41 Standort KG: Spišské Vlachy Konskr.Nr.: 3  | prejazdový,radový                     | Reihenhaus                                         | č. NKP: 810-803/0 Stand des NKP: 2012-02-08 Name: DOM MEŠTIANSKY           |
| ja   | Datei hochladen | Bürgerhaus(sk) ObjektID: 810-10921/0                 | Požiarnická ul. 42 Standort KG: Spišské Vlachy Konskr.Nr.: 4  | prejazdový,radový                     | Reihenhaus                                         | č. NKP: 810-10921/0 Stand des NKP: 2012-02-08 Name: DOM MEŠTIANSKY         |
| ja   | Datei hochladen | Bürgerhaus(sk) ObjektID: 810-10922/0                 | Požiarnická ul. 44 Standort KG: Spišské Vlachy Konskr.Nr.: 6  | prejazdový,radový                     | Reihenhaus                                         | č. NKP: 810-10922/0 Stand des NKP: 2012-02-08 Name: DOM MEŠTIANSKY         |
| ja   | Datei hochladen | Bürgerhaus(sk) ObjektID: 810-10923/0                 | Požiarnická ul. 46 Standort KG: Spišské Vlachy Konskr.Nr.: 8  | prejazdový,radový                     | Reihenhaus                                         | č. NKP: 810-10923/0 Stand des NKP: 2012-02-08 Name: DOM MEŠTIANSKY         |
| ja   | Datei hochladen | Bürgerhaus(sk) ObjektID: 810-10924/0                 | Požiarnická ul. 47 Standort KG: Spišské Vlachy Konskr.Nr.: 9  | prejazdový,radový                     | Reihenhaus                                         | č. NKP: 810-10924/0 Stand des NKP: 2012-02-08 Name: DOM MEŠTIANSKY         |
| ja   | Datei hochladen | Bürgerhaus(sk) ObjektID: 810-10925/0                 | Požiarnická ul. 48 Standort KG: Spišské Vlachy Konskr.Nr.: 10 | prejazdový,radový                     | Reihenhaus                                         | č. NKP: 810-10925/0 Stand des NKP: 2012-02-08 Name: DOM MEŠTIANSKY         |
| ja   | Datei hochladen | Bürgerhaus(sk) ObjektID: 810-10926/0                 | Požiarnická ul. 51 Standort KG: Spišské Vlachy Konskr.Nr.: 12 | prejazdový,radový                     | Reihenhaus                                         | č. NKP: 810-10926/0 Stand des NKP: 2012-02-08 Name: DOM MEŠTIANSKY         |
| ja   | Datei hochladen | Bürgerhaus(sk) ObjektID: 810-10927/0                 | Požiarnická ul. 54 Standort KG: Spišské Vlachy Konskr.Nr.: 15 | prejazdový,radový                     | Reihenhaus                                         | č. NKP: 810-10927/0 Stand des NKP: 2012-02-08 Name: DOM MEŠTIANSKY         |
| ja   | Datei hochladen | Bürgerhaus(sk) ObjektID: 810-10928/0                 | Požiarnická ul. 56 Standort KG: Spišské Vlachy Konskr.Nr.: 17 | prejazdový,radový                     | Reihenhaus                                         | č. NKP: 810-10928/0 Stand des NKP: 2012-02-08 Name: DOM MEŠTIANSKY         |
| ja   | Datei hochladen | Bürgerhaus(sk) ObjektID: 810-10929/0                 | Požiarnická ul. 58 Standort KG: Spišské Vlachy Konskr.Nr.: 19 | prejazdový,radový                     | Reihenhaus                                         | č. NKP: 810-10929/0 Stand des NKP: 2012-02-08 Name: DOM MEŠTIANSKY         |
| ja   | Datei hochladen | Bürgerhaus(sk) ObjektID: 810-10930/0                 | Požiarnická ul. 59 Standort KG: Spišské Vlachy Konskr.Nr.: 20 | radový                                |                                                    | č. NKP: 810-10930/0 Stand des NKP: 2012-02-08 Name: DOM MEŠTIANSKY         |
| ja   | Datei hochladen | Bürgerhaus(sk) ObjektID: 810-10931/0                 | Požiarnická ul. 61 Standort KG: Spišské Vlachy Konskr.Nr.: 22 | prejazdový,radový                     | Reihenhaus                                         | č. NKP: 810-10931/0 Stand des NKP: 2012-02-08 Name: DOM MEŠTIANSKY         |
| ja   | Datei hochladen | Bürgerhaus(sk) ObjektID: 810-10932/0                 | Požiarnická ul. 62 Standort KG: Spišské Vlachy Konskr.Nr.: 23 | prejazdový,radový                     | Reihenhaus                                         | č. NKP: 810-10932/0 Stand des NKP: 2012-02-08 Name: DOM MEŠTIANSKY         |
| ja   | Datei hochladen | Kirche(sk) ObjektID: 810-812/0                       | Požiarnická ul. 69 Standort KG: Spišské Vlachy Konskr.Nr.:    | r.k.Nanebovzatia P.M.; Malý kostol    | römisch-katholische Kirche Mariä Himmelfahrt       | č. NKP: 810-812/0 Stand des NKP: 2012-02-08 Name: KOSTOL                   |
| ja   | Datei hochladen | Säule mit Fundament (Kopie)(sk) ObjektID: 810-1265/1 | SNP ul. 0 Standort KG: Spišské Vlachy Konskr.Nr.:             | valcový                               |                                                    | č. NKP: 810-1265/1 Stand des NKP: 2012-02-08 Name: STĹP S PODSTAVCOM-KÓPIA |
| ja   | Datei hochladen | Statue (Kopie)(sk) ObjektID: 810-1265/2              | SNP ul. 0 Standort KG: Spišské Vlachy Konskr.Nr.:             | P.M.Immaculata; socha Immaculaty      | der unbefleckten Maria                             | č. NKP: 810-1265/2 Stand des NKP: 2012-02-08 Name: SOCHA-KÓPIA             |
| ja   | Datei hochladen | steinerne Umrahmung (Kopie)(sk) ObjektID: 810-1265/3 | SNP ul. 0 Standort KG: Spišské Vlachy Konskr.Nr.:             | kameň,kov                             |                                                    | č. NKP: 810-1265/3 Stand des NKP: 2012-02-08 Name: OPLOTENIE-KÓPIA         |
| BW   | Datei hochladen | Schmiede(sk) ObjektID: 810-4459/0                    | SNP ul. 5 Standort KG: Spišské Vlachy Konskr.Nr.: 58          | kameň                                 |                                                    | č. NKP: 810-4459/0 Stand des NKP: 2012-02-08 Name: DIELŇA KOVÁČSKA         |
| ja   | Datei hochladen | Bürgerhaus(sk) ObjektID: 810-10933/0                 | SNP ul. 14 Standort KG: Spišské Vlachy Konskr.Nr.: 67         | nárožný                               |                                                    | č. NKP: 810-10933/0 Stand des NKP: 2012-02-08 Name: DOM MEŠTIANSKY         |
| ja   | Datei hochladen | Bürgerhaus(sk) ObjektID: 810-10934/0                 | SNP ul. 15 Standort KG: Spišské Vlachy Konskr.Nr.: 68         | prejazdový,radový                     | Reihenhaus                                         | č. NKP: 810-10934/0 Stand des NKP: 2012-02-08 Name: DOM MEŠTIANSKY         |
| ja   | Datei hochladen | Bürgerhaus(sk) ObjektID: 810-10935/0                 | SNP ul. 16 Standort KG: Spišské Vlachy Konskr.Nr.: 69         | prejazdový,radový                     | Reihenhaus                                         | č. NKP: 810-10935/0 Stand des NKP: 2012-02-08 Name: DOM MEŠTIANSKY         |
| ja   | Datei hochladen | Bürgerhaus(sk) ObjektID: 810-10936/0                 | SNP ul. 17 Standort KG: Spišské Vlachy Konskr.Nr.: 70         | prejazdový,radový                     | Reihenhaus                                         | č. NKP: 810-10936/0 Stand des NKP: 2012-02-08 Name: DOM MEŠTIANSKY         |
| ja   | Datei hochladen | Bürgerhaus(sk) ObjektID: 810-10937/0                 | SNP ul. 18 Standort KG: Spišské Vlachy Konskr.Nr.: 71         | prejazdový,radový                     | Reihenhaus                                         | č. NKP: 810-10937/0 Stand des NKP: 2012-02-08 Name: DOM MEŠTIANSKY         |
| ja   | Datei hochladen | Bürgerhaus(sk) ObjektID: 810-806/0                   | SNP ul. 19 Standort KG: Spišské Vlachy Konskr.Nr.: 72         | prejazdový,radový                     | Reihenhaus                                         | č. NKP: 810-806/0 Stand des NKP: 2012-02-08 Name: DOM MEŠTIANSKY           |
| ja   | Datei hochladen | Bürgerhaus(sk) ObjektID: 810-804/0                   | SNP ul. 20 Standort KG: Spišské Vlachy Konskr.Nr.: 73         | prejazdový,radový                     | Reihenhaus                                         | č. NKP: 810-804/0 Stand des NKP: 2012-02-08 Name: DOM MEŠTIANSKY           |
| ja   | Datei hochladen | Bürgerhaus(sk) ObjektID: 810-10938/0                 | SNP ul. 21 Standort KG: Spišské Vlachy Konskr.Nr.: 74         | prejazdový,radový                     | Reihenhaus                                         | č. NKP: 810-10938/0 Stand des NKP: 2012-02-08 Name: DOM MEŠTIANSKY         |
| ja   | Datei hochladen | Bürgerhaus(sk) ObjektID: 810-805/0                   | SNP ul. 22 Standort KG: Spišské Vlachy Konskr.Nr.: 75         | prejazdový,radový                     | Reihenhaus                                         | č. NKP: 810-805/0 Stand des NKP: 2012-02-08 Name: DOM MEŠTIANSKY           |
| ja   | Datei hochladen | Bürgerhaus(sk) ObjektID: 810-10939/0                 | SNP ul. 24 Standort KG: Spišské Vlachy Konskr.Nr.: 77         | priechodový,radový                    | Reihenhaus                                         | č. NKP: 810-10939/0 Stand des NKP: 2012-02-08 Name: DOM MEŠTIANSKY         |
| ja   | Datei hochladen | Bürgerhaus(sk) ObjektID: 810-10940/0                 | SNP ul. 26 Standort KG: Spišské Vlachy Konskr.Nr.: 79         | prejazdový,radový                     | Reihenhaus                                         | č. NKP: 810-10940/0 Stand des NKP: 2012-02-08 Name: DOM MEŠTIANSKY         |
| ja   | Datei hochladen | Bürgerhaus(sk) ObjektID: 810-10941/0                 | SNP ul. 28 Standort KG: Spišské Vlachy Konskr.Nr.: 81         | prejazdový,radový                     | Reihenhaus                                         | č. NKP: 810-10941/0 Stand des NKP: 2012-02-08 Name: DOM MEŠTIANSKY         |
| ja   | Datei hochladen | Bürgerhaus(sk) ObjektID: 810-10942/1                 | SNP ul. 29 Standort KG: Spišské Vlachy Konskr.Nr.: 82         | prejazdový,radový                     | Reihenhaus                                         | č. NKP: 810-10942/1 Stand des NKP: 2012-02-08 Name: DOM MEŠTIANSKY         |
|      | Datei hochladen | Wirtschaftsgebäude(sk) ObjektID: 810-10942/2         | SNP ul. 29 KG: Spišské Vlachy Konskr.Nr.: 314                 | radová                                |                                                    | č. NKP: 810-10942/2 Stand des NKP: 2012-02-08 Name: STAVBA HOSPODÁRSKA     |
| ja   | Datei hochladen | Bürgerhaus(sk) ObjektID: 810-10943/0                 | SNP ul. 30 Standort KG: Spišské Vlachy Konskr.Nr.: 83         | prejazdový,radový                     | Reihenhaus                                         | č. NKP: 810-10943/0 Stand des NKP: 2012-02-08 Name: DOM MEŠTIANSKY         |
| ja   | Datei hochladen | Verwaltungsgebäude(sk) ObjektID: 810-4482/0          | SNP ul. 34 Standort KG: Spišské Vlachy Konskr.Nr.: 87         | býv.kasárne,býv.ľud.škola             | ehem. Kaserne/Schule                               | č. NKP: 810-4482/0 Stand des NKP: 2012-02-08 Name: BUDOVA ADMINISTRATÍVNA  |
| ja   | Datei hochladen | Kirche(sk) ObjektID: 810-810/0                       | SNP ul. 56 Standort KG: Spišské Vlachy Konskr.Nr.:            | ev.a.v.                               | evangelische Kirche                                | č. NKP: 810-810/0 Stand des NKP: 2012-02-08 Name: KOSTOL                   |
| ja   | Datei hochladen | Bürgerhaus(sk) ObjektID: 810-802/0                   | Vajanského ul. 38 Standort KG: Spišské Vlachy Konskr.Nr.: 162 | prejazdový,radový                     | Reihenhaus                                         | č. NKP: 810-802/0 Stand des NKP: 2012-02-08 Name: DOM MEŠTIANSKY           |

## Legende
Die Tabelle enthält im Einzelnen folgende Informationen:
| Foto:                    | Fotografie des Denkmals. |
| Denkmal / č. ÚZPF:       | Die Übersetzung der Bezeichnung des Denkmals, wie sie vom Slowakischen Denkmalamt (Pamiatkový úrad Slovenskej republiky) verwendet wird. Die Originalbezeichnung ist unter dem Fragezeichen angegeben. Fehlt die Übersetzung, so wird die Originalbezeichnung direkt angezeigt. Weiters ist die Objekt-Identifikationsnummer (Objekt ID) angeführt. Sie ist die offizielle, in der Slowakei eindeutige Nummer č. ÚZPF inklusive der zugehörigen Zählnummer, wie sie in den Daten des Denkmalamtes angegeben wird. Da diese nur innerhalb eines Landkreises gezählt wird, ist dessen Nummer der Denkmalnummer vorangestellt. |
| Standort:                | Wenn in der Liste vorhanden, ist die Adresse angegeben. In Klammern kann sich noch eine zusätzliche Adresse befinden, wenn es beispielsweise ein Eckhaus ist. Bei freistehenden Objekten ohne Adresse (zum Beispiel bei Bildstöcken) ist eine Adresse angegeben, die in der Nähe des Objekts liegt. Durch Aufruf des Links Standort wird die Lage des Denkmals in verschiedenen Kartenprojekten angezeigt. Darunter sind die Katastralgemeinde (KG) und, wenn vorhanden, die Konskriptionsnummer (Konskr. Nr.) angegeben.                                                                                                   |
| Offizielle Beschreibung: | Es ist die Kurzbeschreibung auf Slowakisch, wie sie in den offiziellen Listen angegeben ist, eingetragen. |
| Beschreibung:            | Kurze Angaben zum Denkmal auf Deutsch. |
| Metadaten:               | Zusätzlich werden, wenn in den persönlichen Einstellungen das Helferlein Dauerhaftes Einblenden von Metadaten aktiviert ist, ebensolche angezeigt. |

- Karte mit allen Koordinaten:
- OSM |
- WikiMap